# Сторккенсон
Сторккенсон (фр. Storckensohn) — коммуна на северо-востоке Франции в регионе Гранд-Эст (бывший Эльзас — Шампань — Арденны — Лотарингия), департамент Верхний Рейн, округ Тан — Гебвиллер, кантон Серне. До марта 2015 года коммуна административно входила в состав упразднённого кантона Сент-Амарен (округ Тан).
Площадь коммуны — 5,1 км², население — 248 человек (2006) с тенденцией к росту: 228 человек (2012), плотность населения — 44,7 чел/км².

## Население
Численность населения коммуны в 2011 году составляла 228 человек, а в 2012 году — 228 человек.
| 1962 | 1968 | 1975 | 1982 | 1990 | 1999 | 2006 | 2008 | 2011 | 2012 |
| ---- | ---- | ---- | ---- | ---- | ---- | ---- | ---- | ---- | ---- |
| 271  | 240  | 229  | 248  | 239  | 228  | 248  | 258  | 228  | 228  |

Динамика населения:

## Экономика
В 2010 году из 140 человек трудоспособного возраста (от 15 до 64 лет) 106 были экономически активными, 34 — неактивными (показатель активности 75,7 %, в 1999 году — 68,5 %). Из 106 активных трудоспособных жителей работали 100 человек (56 мужчин и 44 женщины), 6 числились безработными (четверо мужчин и две женщины). Среди 34 трудоспособных неактивных граждан 3 были учениками либо студентами, 21 — пенсионерами, а ещё 10 — были неактивны в силу других причин.
На протяжении 2011 года в коммуне числилось 97 облагаемых налогом домохозяйств, в которых проживало 225,5 человек. При этом медиана доходов составила 21039 евро на одного налогоплательщика.

## Достопримечательности (фотогалерея)

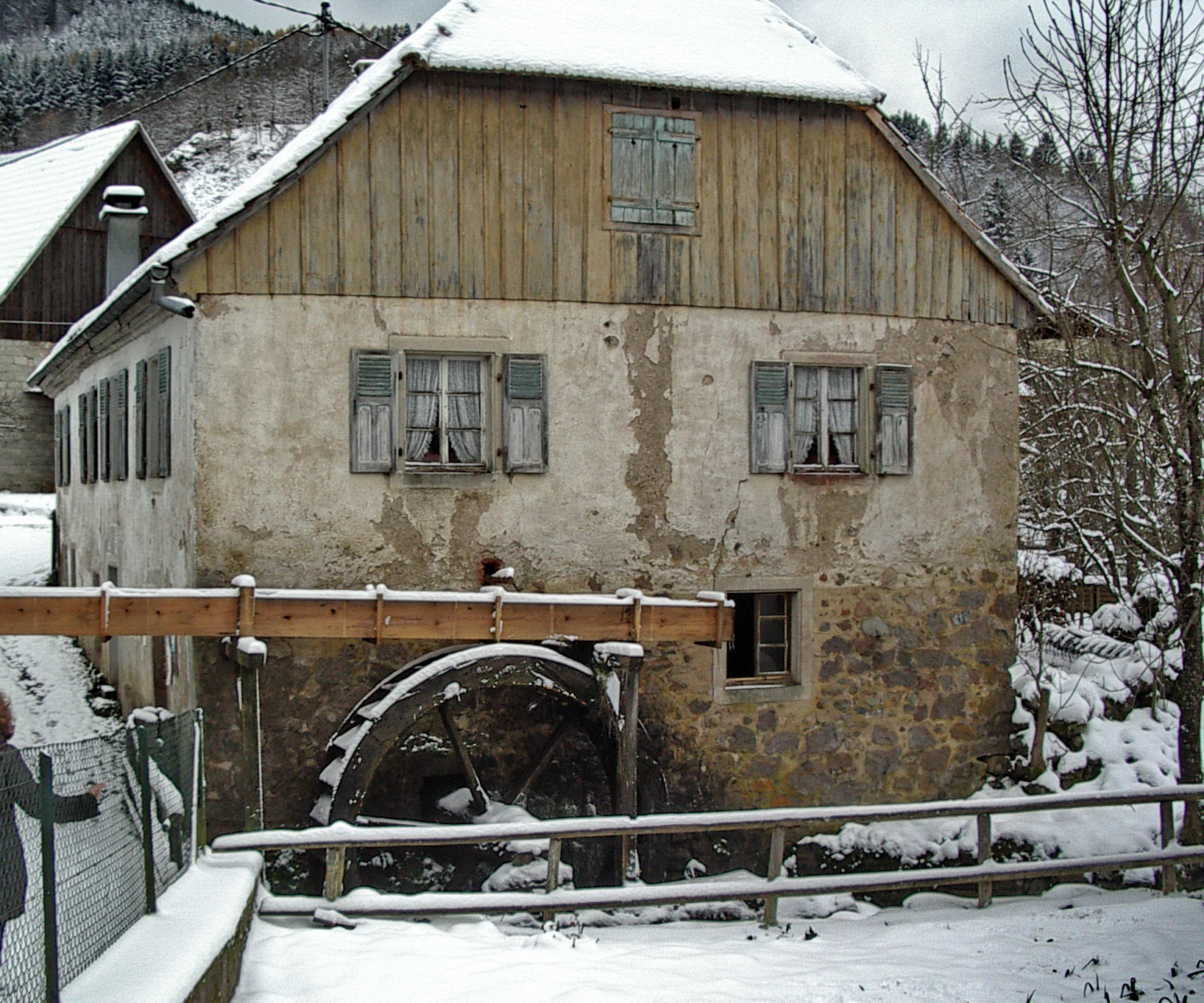
Водяная мельница
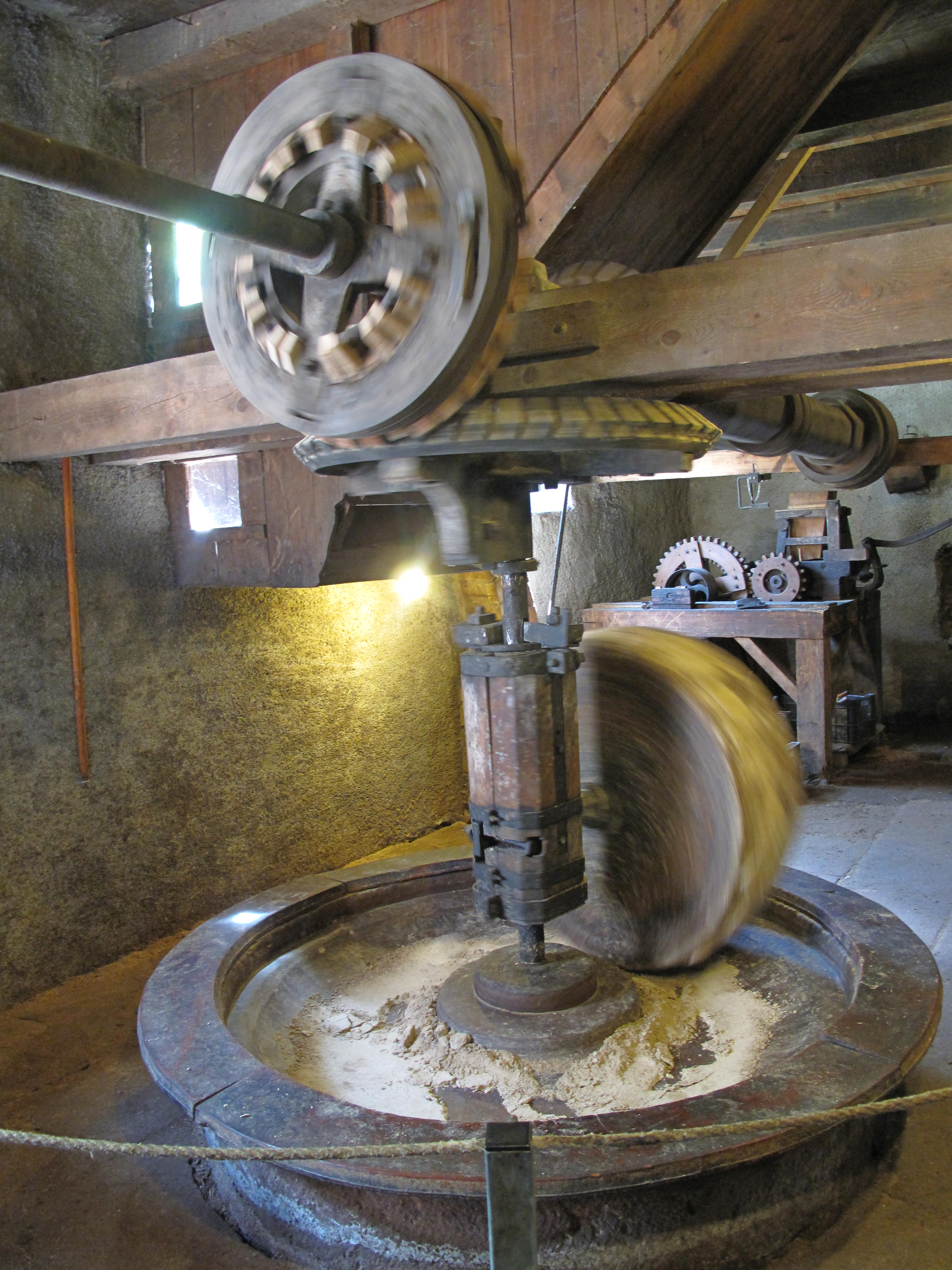
Жернова
- Отреставрированная водяная мельница